# پرستوی دمگاه‌سفید
پرستوی دمگاه‌سفید (نام علمی: Tachycineta leucorrhoa) نام یک گونه از سرده پرستوهای تندروپر است.